# Calouste Gulbenkian
Calouste Gulbenkian (23. března 1869, Istanbul, Osmanská říše – 20. července 1955, Lisabon, Portugalsko) byl arménský podnikatel a filantrop. Sehrál zásadní roli ve zpřístupnění ropných zásob Středního Východu firmám v západní Evropě. V závěru svého života se stal jedním z nejbohatších lidí na světě a zároveň vlastníkem jedné z největších soukromých sbírek uměleckých děl.

## Životopis
Narodil se 23. března 1869 v Konstantinopoli ve čtvrti Üsküdar v rodině bohatého arménského podnikatele Sarkise Gulbenkiana. Základní vzdělání získal na škole Aramyan-Unchyan, poté studoval na francouzském lyceu v Istanbulu. Díky bohatství svého otce, který podnikal nejprve v obchodu s koberci, pak se zabýval obchodem ropou a založil i vlastní banku, měl mladý Gulbenkian zajištěné dokonalé vzdělání. Aby si vylepšil francouzštinu, poslal ho otec do Marseille. Pak Gulbenkian studoval ropné inženýrství na King's College v Londýně. Poté se odjel seznámit s fungováním ruského ropného průmyslu v Baku. Ve věku 22 let publikoval studii o historii a možnostech dalšícho využívání ropných zdrojů v Ázerbájdžánu. Jeho práce zaujala ministra těžby Osmanské říše natolik, že mladému inženýrovi nařídil vystavit certifikát na otevírání ropných polí v Mezopotámii. To byl začátek historie těžby ropy na arabských ropných polích.
V roce 1896 Gulbenkian a jeho rodina uprchli z Osmanské říše před pogromy známými jako arménské řeže. Dostali se do Egypta, kde se Gulbenkian seznámil s Alexandrem Mantaševem, předním arménským ropným magnátem a filantropem, který jej představil vlivným lidem v Káhiře. Gulbenkian se poté přestěhoval do Londýna, kde dojednával dohody týkající se ropy. Britským občanem se stal v roce 1902.
V roce 1907 pomohl dojednat např. fúzi Royal Dutch Petroleum Company a „Shell“ Transport and Trading Company Ltd. V nových firmách, na jejichž vzniku se podílel, si nechával pětiprocentní podíl, což mu vyneslo přezdívku „Mr. Five Percent“.
Vzhledem k tomu, že těchto pět procent se týkalo obchodů s ropou, nashromáždil Gulbenkian v průběhu času obrovské bohatství. Ve velkém nakupoval umělecká díla, která přechovával ve svém domě v Paříži.
V době vypuknutí druhé světové války získal diplomatickou imunitu jako irácký vyslanec v Paříži. Když francouzská vláda přesídlila do Vichy, pracoval pro ni jako vyslanec v Íránu. V důsledku toho byl přes své vazby na Spojené království britskou vládou dočasně prohlášen za „nepřátelského cizince“ a jeho majetek v Británii byl obstaven. Po válce jej však získal zpět i s odškodným.
Ke konci roku 1942 odjel z Francie do Lisabonu, kde v luxusním hotelovém apartmá žil až do své smrti v roce 1955. Zemřel ve věku 86 let. Je pohřben v arménském kostele sv. Sarkise v Londýně, jehož byl mecenášem.
V době Gulbenkianovy smrti se hodnota jeho jmění pohybovala podle odhadů mezi 280–840 miliony dolarů. Část majetku odkázal svým potomkům, druhou část včetně umělecké sbírky pak Nadaci Calouste Gulbenkiana. Částka ve výši 300–400 tisíc dolarů přitom byla rezervována na opravy katedrály sv. Matky Boží v arménském Ečmiadzinu. Posláním nadace se stalo naplňování charitativních, vzdělávacích, uměleckých a vědeckých účelů. Nadace, stejně jako Muzeum Calousta Gulbenkiana, v němž je vystavena jeho umělecká sbírka, má sídlo v Lisabonu.

## Osobní život
Gulbenkian měl dvě děti, syna Nubara a dceru Ritu. Jeho manželka byla rovněž Arménka, zemřela v roce 1952.